# Suchir Balaji
Suchir Balaji (* 21. November 1998 in Florida; † vor oder am 26. November 2024 in San Francisco) war ein US-amerikanischer Forscher für künstliche Intelligenz (KI) und Whistleblower. Er beging Suizid, nachdem er seinen ehemaligen Arbeitgeber OpenAI beschuldigt hatte, gegen das Urheberrecht der Vereinigten Staaten zu verstoßen.
Sein Tod erregte mediale Aufmerksamkeit, nachdem seine Eltern und einige prominente Politiker aufgrund seiner Enthüllungen, Zweifel an seiner Selbsttötung äußerten. Jedoch hatte die Polizei von San Francisco nach Ermittlungen ein Fremdverschulden ausgeschlossen.

## Leben

### Herkunft und Jugend
Balaji wurde am 21. November 1998 in Florida geboren und stammte aus einer indisch-US-amerikanische Familie. Beide Eltern arbeiteten im Technologiesektor und brachten ihm das Programmieren schon früh nahe. Seine Jugend verbrachte er in Cupertino, Kalifornien und begann schon im 11. Lebensjahr mit dem Lernen von Programmiersprachen und baute mit 13 seinen eigenen Computer.
Er besuchte die Monta Vista High School und war Finalist für die Saison 2015–16 der United States of America Computing Olympiade. Im Jahr 2017 belegte er den 7. Platz in einer von der TSA gesponserten Kaggle namens "Passenger Screening Algorithm Challenge", für die er 100.000 Dollar gewann. Bei den Pacific Northwest Regional belegte er auch den 1. Platz ebenso beim Berkeley Programming Contests 2017 und beim ACM International Collegiate Programming Contest 2018 World Finals den 31. Platz. Im Alter von 14 Jahren schrieb er eine Arbeit über Chipdesign und nahm sich mit 17 Jahren ein Jahr lang Zeit, um als Softwareentwickler bei Quora zu arbeiten.
Nach einem Gap Year besuchte und schloss Balaji die University of California, Berkeley, mit einem Bachelor in Informatik ab. Während seines Studiums absolvierte er 2019 ein Praktikum bei Scale AI und wechselte nach seinem Abschluss 2021 zu OpenAI.

### Karriere
Einer der Mitbegründer von OpenAi, John Schulman, warb Balaji noch während seiner Ausbildung am College an. Anschließend arbeitete er fast 4 Jahre lang für das Unternehmen und war unter anderem an der Abteilung für Sammlung und Organisation der Internetdaten beteiligt. Laut Schulman war Balajis Mitarbeit maßgebend für den Erfolg von Projekten wie WebGPT.
Im August 2024 verließ er das Unternehmen und arbeitete laut eigenen Aussagen an persönlichen Projekten. Zusätzlich wollte er, laut seiner Mutter, eine gemeinnützige Organisation gründen, die sich auf maschinelles Lernen und Neurowissenschaft konzentriert. Zudem sprach seine Mutter von einem "Gefühl, das KI der Menschheit schade", dass Balaji nach seiner Trennung von OpenAI gehabt habe.

### Artikel derNew York Times
In einem Interview mit der New York Times vom 23. Oktober 2024 behauptete Balaji, dass Produkte von OpenAI wie zum Beispiel ChatGPT gegen das Urheberrecht der Vereinigten Staaten verstoßen würden, weil für die Entwicklung Produkte anderes Unternehmen verwendet würden und weil die Antworten der Chatbots diese Produkte dann imitieren und dadurch ersetzen könnten. Laut ihm werden die Produkte anderer Unternehmen dadurch obsolet und ruinieren den kommerziellen Erfolg der Organisationen oder Unternehmen. Der Artikel der New York Times enthält eine Zusammenfassung von Balajis Essay When does generative AI qualify for fair use?, der auf seiner persönlichen Website veröffentlicht wurde. In dem Aufsatz analysiert er mathematisch die Ergebnisse von großen Sprachmodellen wie ChatGPT und argumentiert, dass sie den Vier-Faktor-Test zur Bestimmung der fairen Nutzung nach dem US-Urheberrecht nicht bestehen würden. Zu dieser Zeit wurde OpenAI wegen Urheberrechtsverletzung von prominenten Autoren und Nachrichtenverlagen, einschließlich der New York Times, verklagt. In einer Gerichtsakte vom 18. November 2024 wurde Balaji von den Anwälten der New York Times als ein potentieller Zeuge gelistet da er möglicherweise relevante Dokumente haben könnte. Es wurden auch andere ehemalige OpenAI Mitarbeiter als potentielle Zeugen angeführt. Im Gegensatz zu anderen OpenAI-Whistleblowern gab Balaji aber vor seinem Tod keine neuen Informationen über den Konzern preis.
Im Artikel der New York Times wird unter anderem der Rechtsprofessor der Stanford University, Mark Lemley, zitiert, der nicht damit einverstanden war, dass die KI-Dienste von OpenAI gegen das Urheberrecht verstoßen würden. Ebenso behauptete der Anwalt für Urheberrecht Bradley Hulbert, dass ein neues Gesetz notwendig sein könnte, um die Frage der Legalität zu klären. Monate nach Balajis Tod, der erhebliche öffentliche Aufmerksamkeit erregte, sagte Hulbert dem Fortune-Magazin, dass Balajis Essay für jemanden ohne eine rechtliche Ausbildung gut gestaltet sei aber Balaji trotzdem kein gründliches Verständnis über das ganze Urheberrecht gehabt habe.
OpenAI argumentierte, dass ihre Software „auf faire Nutzung und damit verbundenen internationalen Urheberrechtsgrundsätze“ beruhe und die Chatsbots nur anhand öffentlich verfügbarer Informationen trainiert wurden.

## Tod

### Suizid
Laut Balajis Eltern hörten sie das letzte Mal am 22. November 2024 von ihrem Sohn. Nachdem er nicht mehr auf Textnachrichten geantwortet hatte, baten sie die Polizei von San Francisco, sein Haus zu betreten und nach ihm zu suchen. Am 26. November 2024 fand die Polizei Balaji tot in seiner Wohnung. Als Todesursache wurde eine Schussverletzung am Kopf angegeben, die sich Balaji mit einer Schusswaffe selbst zugefügt hatte, die er im Januar 2024 gekauft hatte. Am 14. Februar 2025 wurde der Obduktionsbericht des Office of the Chief Medical Examiner (OCME) in San Francisco veröffentlicht, der zu dem Schluss kam, dass Balaji an dem Tag, an dem die Polizei ihn fand, an einer einzigen, selbst zugefügten Schusswunde starb. In seinem Blut wurden Spuren von Alkohol und Amphetaminen gefunden.

### Reaktionen
Aufgrund seines angeblichen Whistleblower-Status in der Klage der New York Times gegen OpenAI und seiner Behauptungen, dass OpenAI und andere große Technologieunternehmen gegen KI-Urheberrechtsgesetze verstießen, erregte Balajis Tod öffentliches und mediales Interesse. Die Berichterstattung lenkte auch die Aufmerksamkeit auf seinen Essay.
Elon Musk, Tucker Carlson, der kalifornische Kongressabgeordnete Ro Khanna und der San Francisco-Supervisor Jackie Fielder haben öffentlich die Skepsis von Balajis Eltern geteilt und zusätzliche Untersuchungen gefordert. Balajis Mutter sprach am 15. Januar 2025 in Carlsons Podcast, The Tucker Carlson Show, über den Tod ihres Sohnes.
Ein Sprecher seines ehemaligen Arbeitgebers, OpenAI, sagte, er sei am Boden zerstört von der Nachricht über Balajis Tod.